# Eurofighter GmbH

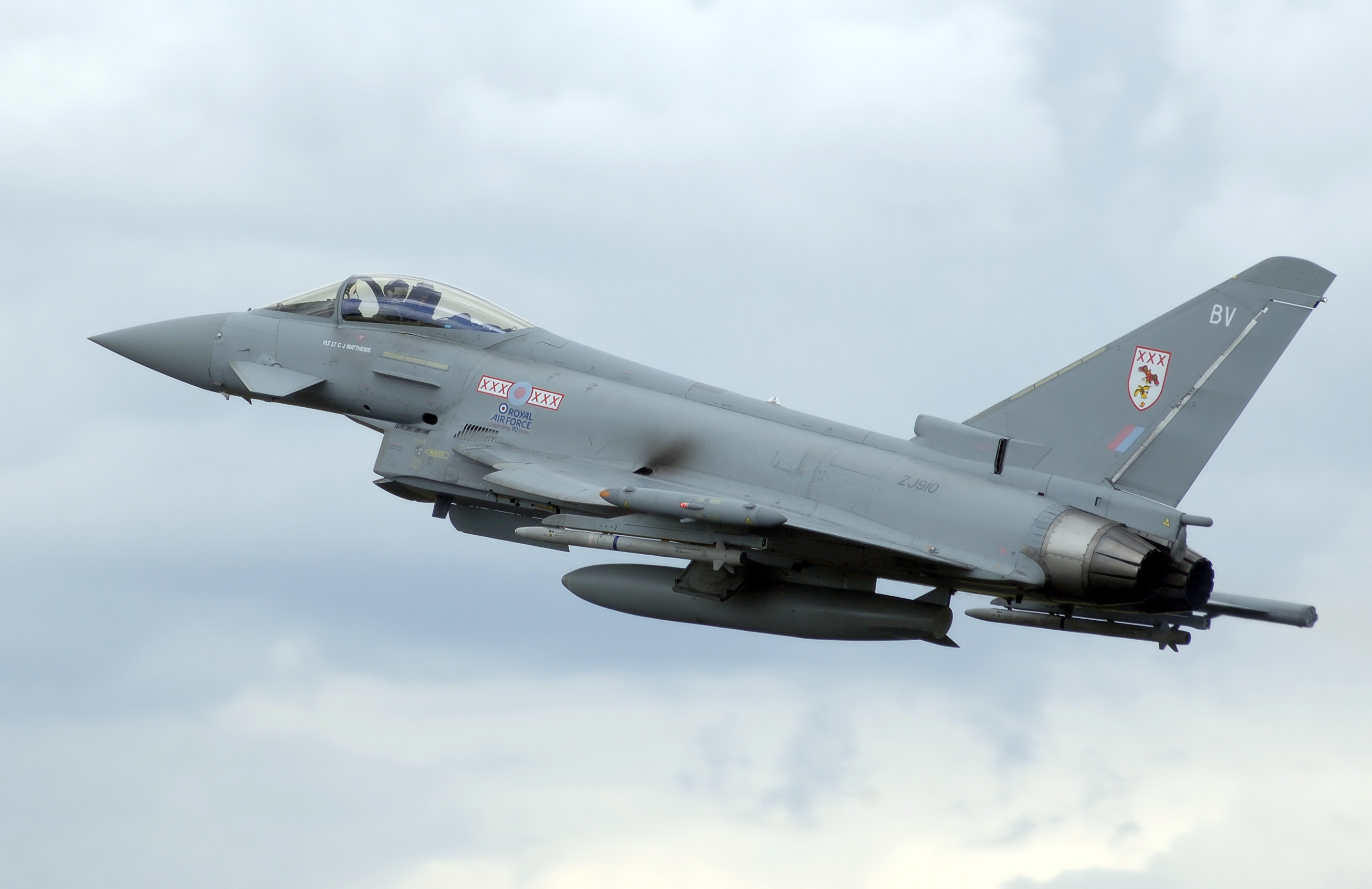
Un EurofighterF2 de la Royal Air Force

Eurofighter GmbH est un consortium européen quadripartite (Royaume-Uni, Allemagne, Italie et Espagne) créé en juin 1986, afin de produire l'avion de chasse Eurofighter Typhoon II. Il associe Airbus Defence & Space (initialement MBB puis associé à DASA et à CASA), BAe (anciennement British Aircraft Corporation, Hawker Siddeley et Scottish Aviation) et Leonardo Aircraft (initialement Alenia Aeronautica).

## Actionnariat
Les actionnaires initiaux en 1986 étaient les suivants :
| Avionneur                   | Avionneur | Participation |
| --------------------------- | --------- | ------------- |
| Aeritalia                   |           | 21 %          |
| British Aerospace           |           | 33 %          |
| Construcciones Aeronáuticas |           | 13 %          |
| Messerschmitt-Bölkow-Blohm  |           | 33 %          |

À la suite de la fusion des constructeurs espagnols et allemands au sein d'EADS puis Airbus, les parts ont été réunies au sein de Airbus Defence and Space.
Les participations à partir de 2015 sont :
| Avionneur                | Avionneur | Participation |
| ------------------------ | --------- | ------------- |
| Airbus Defence and Space |           | 46 %          |
| BAE Systems              |           | 33 %          |
| Leonardo Aircraft        |           | 21 %          |

## Coût du programme Eurofighter
Le 9 octobre 1997, le gouvernement allemand a décidé de financer la production de 180 exemplaires livrables à partir de 2002. L'Italie en achètera 121 et l'Espagne 87, des chiffres en net retrait par rapport aux premières intentions.
En 2011 la hausse du coût du programme Eurofighter Typhoon a conduit le ministère de la Défense britannique à réduire la cible de 232 à 160 appareils et la Cour des comptes britannique (National Audit Office) estime que les 160 appareils de la Royal Air Force coûteront aux Britanniques 37,1 milliards de livres (43,6 milliards d'euros) soit 272 millions d'euros (+75 % du coût initial) pour chacun des 160 Eurofighters commandés soit près du double du coût unitaire estimé de chaque Dassault Rafale (142,3 millions d'euros) selon la Cour des Comptes française.
Le Typhoon II est un intercepteur pur capable d'atteindre Mach II, qui doit seconder le Panavia Tornado à géométrie variable et le Hawker Harrier à décollage vertical. A terme le Typhoon pourrait remplacer le Tornado, une fois doté des capacités d'attaque au sol. Pour remplacer les Hawker de leur marine, les Britanniques financent à hauteur de 6,9 milliards d'euros le chasseur bombardier furtif Lockheed Martin F-35 Lightning II, dont 50 doivent équiper le porte-avions Queen Elizabeth.

## Commandes
L'Autriche et l'Arabie saoudite ont annoncé en 2006 l'intention d'acquérir cet avion : 18 puis 15 exemplaires pour le premier, et 72 pour le second. En revanche, la Grèce, qui avait aussi annoncé l'achat de Typhoon, s'est rétractée. Le Japon a annoncé en 2007 qu'il serait intéressé par l'acquisition d'Eurofighter Typhoon afin de remplacer ses F-4EJ Phantom, mais a finalement commandé le F-35. La Suisse a également demandé à essayer l'Eurofighter pendant l'automne 2008. Celui-ci est en compétition avec le Saab JAS 39 Gripen et le Dassault Rafale pour remplacer les anciens F-5 Tiger. Après avoir retenu le Gripen, la Suisse a finalement reporté ces remplacements, à la suite du référendum du 18 mai 2014.
En mai 2014, Airbus annonce que le programme pourrait s'arrêter en 2018, faute de nouvelles commandes.
En 2017, l'Autriche déclare sa volonté de poursuivre Airbus pour fraude et corruption dans le cadre d'une livraison de 15 Eurofighter en 2003.
En 2018, Angela Merkel gèle l'exportation de 48 Eurofighter vers l'Arabie Saoudite, alors que les négociations menées par le Royaume-Uni avaient déjà commencé. Le non-respect des droits de l'homme dans la guerre que mène l'Arabie Saoudite au Yémen, et l'assassinat du journaliste Jamal Khashoggi sont des raisons invoquées par la chancelière allemande. 
En 2020, Airbus a signé un contrat pour la livraison de 38 nouveaux avions de combat Eurofighter à l'armée de l'air allemande. L'Eurofighter Tranche 4 est actuellement l'avion de combat de construction européenne le plus moderne, avec une durée de vie utile qui dépasse largement 2060.
En 2022, l’Espagne commande 20 Eurofighter supplémentaires dans le cadre d’un contrat historique de modernisation de sa flotte d’avions de combat. Livrés à partir de 2026, ces nouveaux appareils – les plus modernes conçus en Europe – porteront à 90 le nombre total d’Eurofighter espagnols.
En juillet 2023, Olaf Scholz refuse de lever l'embargo sur l'exportation des 48 Eurofighters commandés par l'Arabie Saoudite, laissant le champ libre au Rafale français. Quelques mois plus tard, Berlin est de nouveau accusé de bloquer l'exportation d'Eurofighter Typhoon EF-2000 vers la Turquie cette fois. Les tensions entre la marine allemande et le gouvernement turc en mer Méditerranée sont évoquées. Les industriels impliqués dans la coopération ont largement contesté cette décision unilatérale de l'Allemagne. 

### Statistiques
L'Eurofighter Typhoon, développé par le Royaume-Uni, l'Allemagne, l'Italie et l'Espagne, est également utilisé par l'Autriche, l'Arabie saoudite, Oman, le Koweït et le Qatar. Il reste l'avion de combat construit en Europe qui compte le plus de clients à ce jour, soit 9 au total.
En comparaison, le Saab JAS-39 Gripen, développé par la Suède et le Brésil, n'arrive qu'en troisième position avec 7 pays utilisateurs : la Suède, le Brésil, l'Afrique du Sud, la République tchèque, la Hongrie et la Thaïlande.
Le Danemark, la Norvège, le Royaume-Uni, l'Italie, les Pays-Bas, la Belgique, l'Allemagne, la Finlande et la Suisse ont aussi opté pour le F-35 furtif. Ces 9 pays européens ne constituent pas une réelle menace pour les ventes de Typhoon, car le bombardier furtif complète à merveille le domaine de vol de l'intercepteur bi-sonique.